# Mistrzostwa Ameryki Północnej U-20 w piłce nożnej kobiet
Mistrzostwa Ameryki Północnej U-20 w piłce nożnej kobiet (ang. CONCACAF Women's U-20 Championship) – turniej piłkarski w Ameryce Północnej organizowany co dwa lata przez CONCACAF (ang. Confederation of North, Central American and Caribbean Association Football) dla zrzeszonych reprezentacji krajowych kobiet do lat 20. Pełnią funkcję kwalifikacji do mistrzostw świata U–20 – do światowego czempionatu awansuje dwa najlepsze zespoły danej edycji turnieju Ameryki Północnej.

## Historia
Zapoczątkowany został w 2002 roku przez CONCACAF jako Mistrzostwa Ameryki Północnej U-19 w piłce nożnej kobiet. Najpierw w meczach eliminacyjnych zostały wyłonione 8 najlepszych drużyn, które awansowały do turnieju finałowego. Rozgrywki zostały rozegrane na stadionach Trynidadu i Tobago. W turnieju finałowym 2002 uczestniczyły reprezentacje Haiti, Jamajki, Kostaryki, Panamy, Meksyku, Stanów Zjednoczonych, Surinamu oraz Trynidadu i Tobago. Drużyny zostały podzielone na 2 grupy i systemem kołowym rozegrały miejsca na podium w swoich grupach. Pierwszy turniej wygrały (mistrzowie grup) reprezentacja Meksyku i Stanów Zjednoczonych.
Od II edycji po eliminacjach w turnieju finałowym 8 drużyn najpierw zostały rozbite na dwie grupy, a potem czwórka najlepszych zespołów systemem pucharowym wyłoniła mistrza. 
W 2008 została zmieniona nazwa na Mistrzostwa Ameryki Północnej U-20 w piłce nożnej kobiet.

## Finały
| 2002 Szczegóły | Trynidad i Tobago | / Meksyk i Stany Zjednoczone (zwycięzcy grup) | / Meksyk i Stany Zjednoczone (zwycięzcy grup) | / Meksyk i Stany Zjednoczone (zwycięzcy grup) | / Trynidad i Tobago i Kostaryka (wicemistrzowie grup) | / Trynidad i Tobago i Kostaryka (wicemistrzowie grup) | / Trynidad i Tobago i Kostaryka (wicemistrzowie grup) | 8  |
| 2004 Szczegóły | Kanada            | Kanada                                        | 2:1 po dogr.                                  | Stany Zjednoczone                             | Kostaryka                                             | 4:3                                                   | Meksyk                                                | 8  |
| 2006 Szczegóły | Meksyk            | Stany Zjednoczone                             | 3:2                                           | Kanada                                        | Meksyk                                                | 4:1                                                   | Jamajka                                               | 8  |
|                |                   | Mistrzostwa Ameryki Północnej U-20            |                                               |                                               |                                                       |                                                       |                                                       |    |
| 2008 Szczegóły | Meksyk            | Kanada                                        | 1:0                                           | Stany Zjednoczone                             | Meksyk                                                | 2:2 po dogr. karne 3:2                                | Kostaryka                                             | 8  |
| 2010 Szczegóły | Gwatemala         | Stany Zjednoczone                             | 1:0                                           | Meksyk                                        | Kostaryka                                             | 1:0                                                   | Kanada                                                | 8  |
| 2012 Szczegóły | Panama            | Stany Zjednoczone                             | 2:1                                           | Kanada                                        | Meksyk                                                | 5:0                                                   | Panama                                                | 8  |
| 2014 Szczegóły | Kajmany           | Stany Zjednoczone                             | 4:0                                           | Meksyk                                        | Kostaryka                                             | 7:3 po dogr.                                          | Trynidad i Tobago                                     | 8  |
| 2015 Szczegóły | Honduras          | Stany Zjednoczone                             | 1:0                                           | Kanada                                        | Meksyk                                                | 2:0                                                   | Honduras                                              | 8  |
| 2018 Szczegóły | Trynidad i Tobago | Meksyk                                        | 1:1 po dogr. karne 4:2                        | Stany Zjednoczone                             | Haiti                                                 | 1:0                                                   | Kanada                                                | 8  |
| 2020 Szczegóły | Dominikana        | Stany Zjednoczone                             | 4:1                                           | Meksyk                                        | nie rozgrywano                                        | nie rozgrywano                                        | nie rozgrywano                                        | 16 |
| 2022 Szczegóły | Dominikana        | Stany Zjednoczone                             | 2:0                                           | Meksyk                                        | Kanada                                                | 2:0                                                   | Portoryko                                             | 16 |
| 2023 Szczegóły | Dominikana        | Meksyk                                        | 4:1                                           | Stany Zjednoczone                             | Kanada                                                | 5:3 po dogr.                                          | Kostaryka                                             | 8  |

## Statystyki
| Lp. | Drużyna           | Mistrz | Wicemistrz | Lata triumfów                                  |
| --- | ----------------- | ------ | ---------- | ---------------------------------------------- |
| 1.  | Stany Zjednoczone | 8      | 4          | 2002, 2006, 2010, 2012, 2014, 2015, 2020, 2022 |
| 2.  | Meksyk            | 3      | 2          | 2002, 2018, 2023                               |
| 3.  | Kanada            | 2      | 3          | 2004*, 2008                                    |

* = jako gospodarz.